# 1.ª Flotilla U-boat
La primera flotilla de submarinos alemana (En alemán 1. Unterseebootsflottille ), también conocida como la flotilla Weddigen, fue la primera unidad operativa de submarinos de la Kriegsmarine (armada) de la Alemania nazi. Fundada el 27 de septiembre de 1935 bajo el mando de Fregattenkapitän Karl Dönitz,  fue nombrada en honor a Kapitänleutnant Otto Weddigen, comandante de un submarino durante la Primera Guerra Mundial, murió el 18 de marzo de 1915 después de que su submarino U-29 fuera embestido por el acorazado británico HMS Dreadnought .HMS Dreadnought en el Mar del Norte .
La flotilla en un principio solo estaba formada por el U-9, un barco Tipo IIB encargado el 21 de agosto de 1935. Posteriormente, los barcos U-1 a U-12 se incluyeron en la flotilla, pero los U-1 a U-6 solo se utilizaron como barcos de entrenamiento y se adjuntaron a la escuela de entrenamiento de submarinos en Neustadt . Originalmente con sede en Kiel desde septiembre de 1935 hasta mayo de 1941, se trasladó a Brest, Francia, en junio de 1941. En septiembre de 1944, la flotilla se disolvió y los barcos restantes se distribuyeron a otras flotillas.

## Comandantes de flotilla
| Duración                               | Comandante                                  |
| -------------------------------------- | ------------------------------------------- |
| septiembre de 1935 – octubre de 1936   | kpt. z. S. Karl Dönitz                      |
| octubre de 1936 – septiembre de 1937   | kpt. z. S. Otto Loycke                      |
| octubre de 1937 – septiembre de 1939   | Kptlt. Hans-Güther Looff                    |
| septiembre de 1939 – diciembre de 1939 | Kptlt. Hans Eckermann m.d. Pensión completa |
| enero de 1940 – octubre de 1940        | K.Kapt. Hans Eckerman                       |
| noviembre de 1940 – febrero de 1942    | K.Kapt. Hans Cohausz                        |
| febrero de 1942 – julio de 1942        | Kptlt. Heinz Buchholz i. v                  |
| julio de 1942 – septiembre de 1944     | K.Kapt. werner invierno                     |

## Submarinos asignados a la flotilla

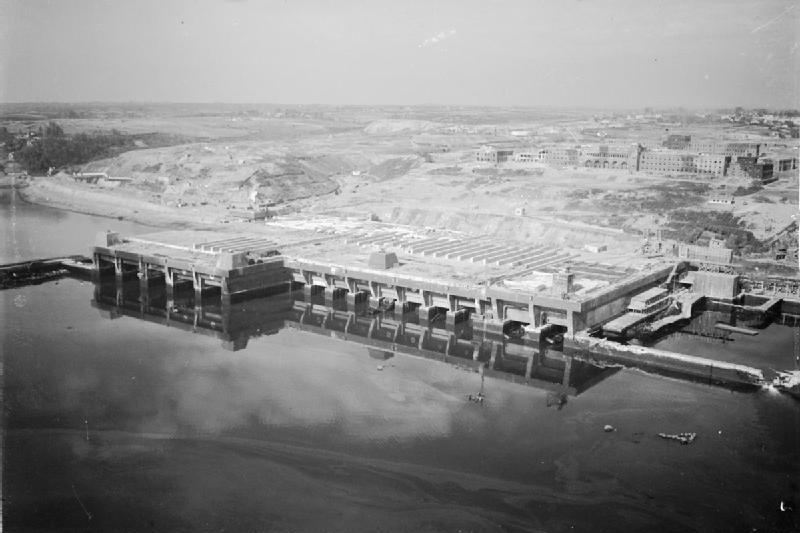
Refugios para submarinos en Brest

| U-7   | U-8   | U-9   | U-10   | U-11   | U-12  | U-13  |
| U-14  | U-15  | U-16  | U-17   | U-18   | U-19  | U-20  |
| U-21  | U-22  | U-23  | U-24   | U-56   | U-57  | U-58  |
| U-59  | U-60  | U-61  | U-62   | U-63   | U-79  | U-80  |
| U-81  | U-83  | U-84  | U-86   | U-116  | U-117 | U-137 |
| U-138 | U-139 | U-140 | U-141  | U-142  | U-143 | U-144 |
| U-145 | U-146 | U-147 | U-149  | U-150  | U-201 | U-202 |
| U-203 | U-204 | U-208 | U-209  | U-213  | U-225 | U-238 |
| U-243 | U-247 | U-263 | U-268  | U-271  | U-276 | U-292 |
| U-301 | U-304 | U-305 | U-306  | U-311  | U-331 | U-336 |
| U-353 | U-354 | U-371 | U-372  | U-374  | U-379 | U-392 |
| U-394 | U-396 | U-401 | U-405  | U-413  | U-415 | U-418 |
| U-422 | U-424 | U-426 | U-435  | U-439  | U-440 | U-441 |
| U-456 | U-471 | U-556 | U-557  | U-558  | U-559 | U-561 |
| U-562 | U-563 | U-564 | U-565  | U-566  | U-574 | U-582 |
| U-584 | U-597 | U-599 | U-603  | U-625  | U-628 | U-629 |
| U-632 | U-637 | U-643 | U-651  | U-653  | U-654 | U-656 |
| U-665 | U-669 | U-722 | U-731  | U-732  | U-736 | U-740 |
| U-741 | U-743 | U-754 | U-767  | U-773  | U-821 | U-925 |
| U-956 | U-963 | U-987 | U-1007 | U-1199 |       |       |